# (500314) 2012 RX21
(500314) 2012 RX21 es un asteroide perteneciente al cinturón de asteroides, descubierto el 17 de octubre de 2007 por el equipo del Mount Lemmon Survey desde el Observatorio del Monte Lemmon, Arizona, Estados Unidos.

## Designación y nombre
Designado provisionalmente como 2012 RX21.

## Características orbitales
2012 RX21 está situado a una distancia media del Sol de 3,069 ua, pudiendo alejarse hasta 3,724 ua y acercarse hasta 2,415 ua. Su excentricidad es 0,213 y la inclinación orbital 5,547 grados. Emplea 1964,37 días en completar una órbita alrededor del Sol.
Los próximos acercamientos a la órbita de Júpiter se producirán el 3 de septiembre de 2053, el 4 de mayo de 2063 y el 15 de diciembre de 2112, entre otros.

## Características físicas
La magnitud absoluta de 2012 RX21 es 16,8.